# Dama di Baza

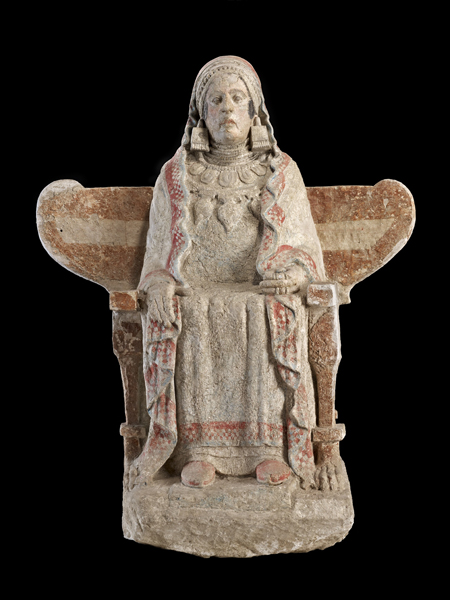
L'impassibile figura femminile in calcare policromo è riccamente vestita con orecchini elaborati.

La Dama di Baza (in spagnolo: Dama de Baza) è un celebre esempio di scultura, opera del popolo iberico dei Bastetani. Si tratta di una figura femminile con tracce di pittura policroma.

## Ritrovamento
La scultura è stata trovata il 22 luglio 1971 dall'archeologo Francisco José Presedo Velo, a Baza, cittadina spagnola posta sull'altipiano a nord-ovest della provincia di Granada. La città di Baza fu in antichità la città ibero-romana di Basti e, per l'appunto, in una delle sue due necropoli (il Cerro del Santuario) fu recuperata la Dama di Baza. 

## Descrizione
La figura è seduta in una poltrona e, dalla presenza di un'apertura sul retro della statua,  si pensa che avesse potuto contenere le ceneri della cremazione della persona rappresentata. La scultura, visto sia il tipo di rappresentazione, sia l'epoca e il luogo del ritrovamento, si ricollega alla più celebre Dama di Elche. Dopo l'opera di restauro e conservazione, la scultura, risalente al IV secolo a.C., è stata collocata nel Museo archeologico nazionale di Spagna a Madrid proprio nella stessa sala della Dama di Elche e la Dama di Ibiza.